# Rindera austroechinata
Rindera austroechinata är en strävbladig växtart som beskrevs av Mikhail Grigoríevič Popov. Rindera austroechinata ingår i släktet Rindera och familjen strävbladiga växter. Inga underarter finns listade i Catalogue of Life.